# Towarzystwo Autorów i Wydawców Prac Naukowych „Universitas”
Towarzystwo Autorów i Wydawców Prac Naukowych „Universitas” – polskie wydawnictwo założone w 1989 w Krakowie przez pracowników naukowych Uniwersytetu Jagiellońskiego.
Specjalizuje się w publikowaniu książek naukowych i popularnonaukowych z dziedziny humanistyki, ze szczególnym uwzględnieniem historii i teorii literatury, historii sztuki, nauki o języku. Do grona autorów Universitas zaliczają się m.in. Stanisław Cat-Mackiewicz, Władysław Bartoszewski, Michał Głowiński, Adam Michnik, Henryk Markiewicz, Andrzej Walicki, Stanisław Waltoś, Franciszek Ziejka.
Jednym z przedsięwzięć wydawnictwa Universitas jest publikacja Pism wybranych polskiego publicysty historycznego Stanisława Cata-Mackiewicza. Opublikowano dzieła trudno dostępne, ale przede wszystkim książki niewydawane w Polsce od lat 20. XX w.: Kropki nad i (Wilno 1927),  Dziś i jutro (Wilno 1929) lub niepublikowane w kraju w ogóle: O jedenastej – powiada aktor – sztuka jest skończona. Polityka Józefa Becka (Londyn 1942).
Universitas wydaje serie wydawnicze: 
- Horyzonty Nowoczesności – seria wyróżniona nagrodą „Literatury na świecie” za rok 2001 w dziedzinie za inicjatywę wydawniczą. Seria poświęcona jest najnowszym tendencjom metodologicznym w badaniach nad kulturą oraz prezentacji studiów nad tymi nurtami w literaturoznawstwie, teorii, filozofii i historii kultury, których specyfikę określają horyzonty nowoczesności.
- Klasycy współczesnej polskiej myśli humanistycznej – seria prezentuje wybór prac prezentujących dokonania polskich uczonych w dziedzinie humanistyki. Tomy opracowane przez specjalistów-literaturoznawców:
  - Prace Marii Dłuskiej – red. Stanisław Balbus
  - Prace Michała Głowińskiego – red. Ryszard Nycz
  - Prace Marii Janion – red. Małgorzata Czermińska
  - Prace Henryka Markiewicza – red. Stanisław Balbus
  - Prace Janusza Sławińskiego – red. Włodzimierz Bolecki
  - Prace Janusza Tazbira – red. Stanisław Grzybowski
- Język polski jako obcy – seria do nauki języka polskiego dla cudzoziemców pod redakcją Władysława Miodunki. Seria obejmuje: książki dla różnych poziomów znajomości języka, kompleksowy program nauczania języka polskiego, książki dla różnych grup wiekowych i książki w różnych wersjach językowych.
- Horyzonty kina – seria zainaugurowana w 2012 roku, redagowana przez Tadeusza Lubelskiego.
- Krytyka XX i XXI wieku
- Klasycy Estetyki Polskiej
- seria 'Dziennikarska
- seria Estetyczna